# 신례남부부 충열비
신례남부부 충열비는 충청북도 청주시 청원구에 있다. 2015년 4월 17일 청주시의 향토유적 제117호로 지정되었다.

## 개요
임진왜란때 왜적에 항거한 신례남과 그의 처 여흥밈씨의 충정을 기리기 위해 세운 정려각이다.